# Ophiothrix koreana
Ophiothrix koreana är en ormstjärneart som beskrevs av Duncan 1879. Ophiothrix koreana ingår i släktet Ophiothrix och familjen Ophiothrichidae. Inga underarter finns listade i Catalogue of Life.